# Johann Friedrich Overbeck
Johann Friedrich Overbeck (3 de juliol de 1789 – 12 de novembre de 1869), va ser un pintor alemany i membre del moviment del natzarenisme. També va fer quatre aiguaforts.

## Biografia

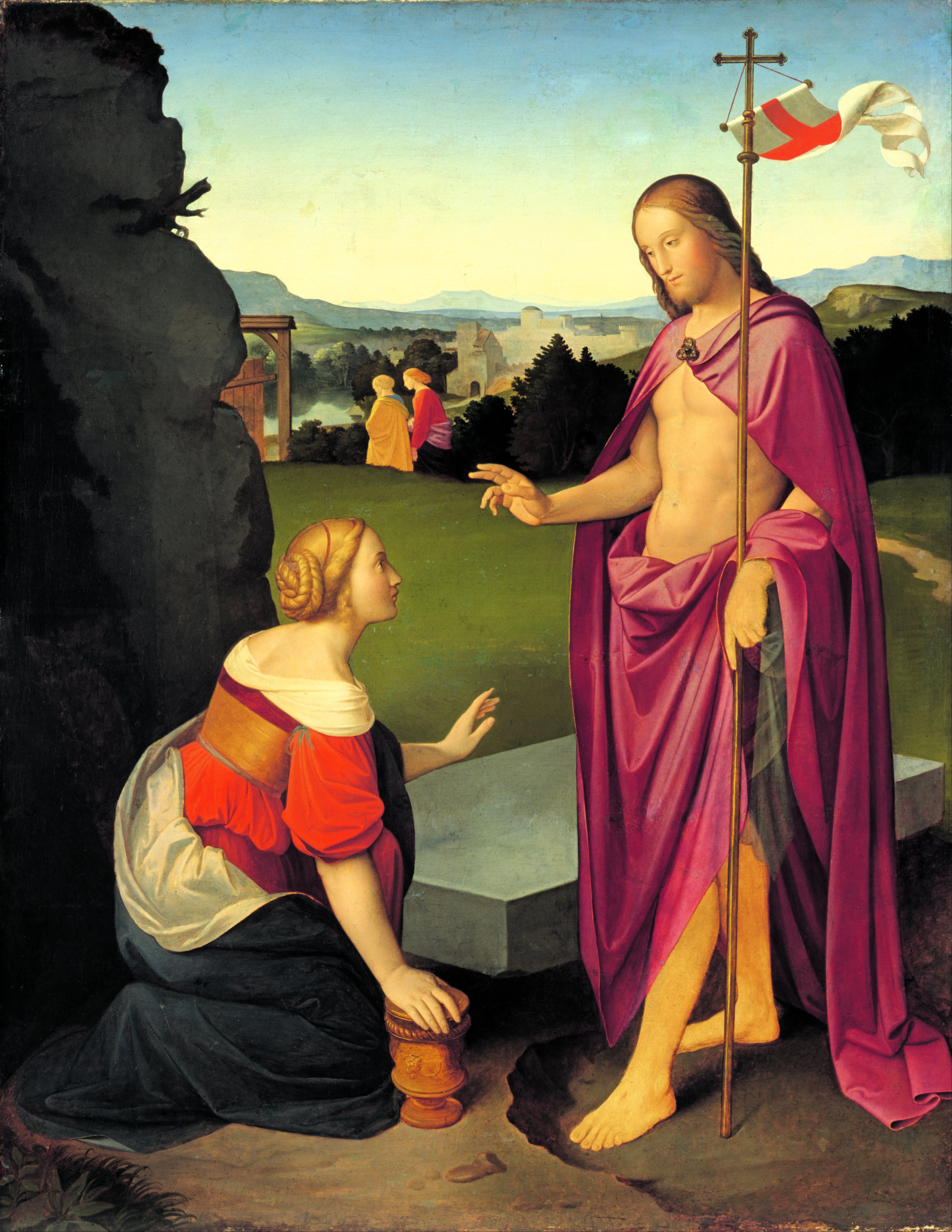
Matí de Pasqua

Nasqué a Lübeck, els seus avantpassats, durant tres generacions, havien estat pastors protestants. El seu pare, Christian Adolph Overbeck (1755–1821) va ser doctor en Dret, poeta pietista místic i Bürgermeister de Lübeck.
L'artista jove va deixar Lübeck el març de 1806, i entrà com estudiant a l'acadèmia de Viena, aleshores dirigida per Heinrich Füger. Füger havia estat alumne del pintor neoclàssic Jacques-Louis David. Overbeck trobava a faltar el factor religiós en el neoclassicisme.
Arribà a Roma l'any 1810, portant amb ell el seu inacabat quadre Entrada de Crist a Jerusalem. Va estar i treballar a Roma durant 59 anys. Es va unir amb altres pintors com Peter von Cornelius, Friedrich Wilhelm Schadow i Philipp Veit, i amb ells es va hostatjar a l'antic convent franciscà de San Isidoro, i van rebre el nom de natzarens. Rebutjaven el paganisme del Renaixement i reivindicaven l'art de Perugino, Pinturicchio, Francesco Francia i Rafael d'Urbino jove. Overbeck es va fer catòlic l'any 1813.

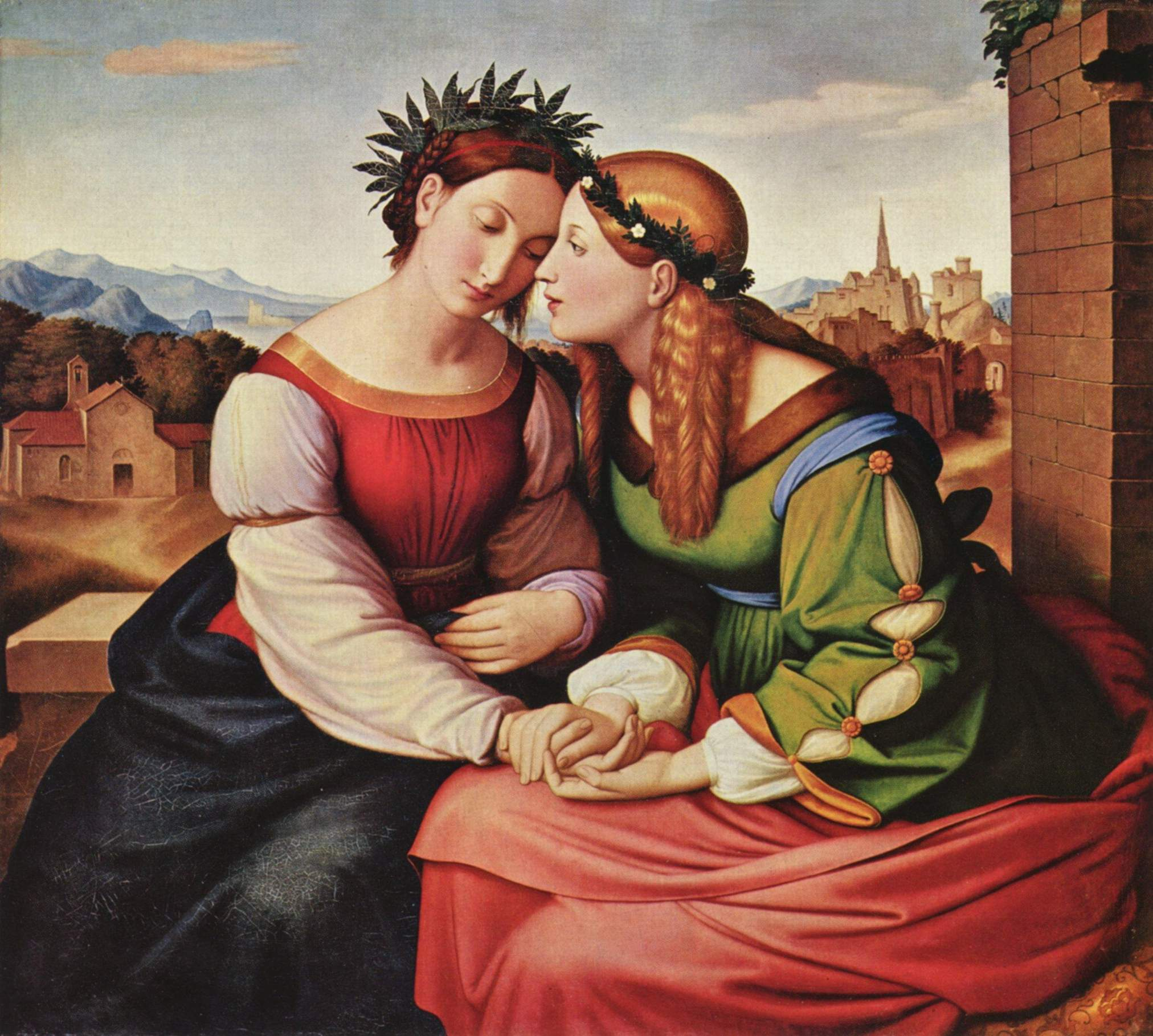
Italia und Germania (Neue Pinakothek).

Morí a Roma el 1869. Va ser enterrat a l'església de San Bernardo alle Terme.

## Obres

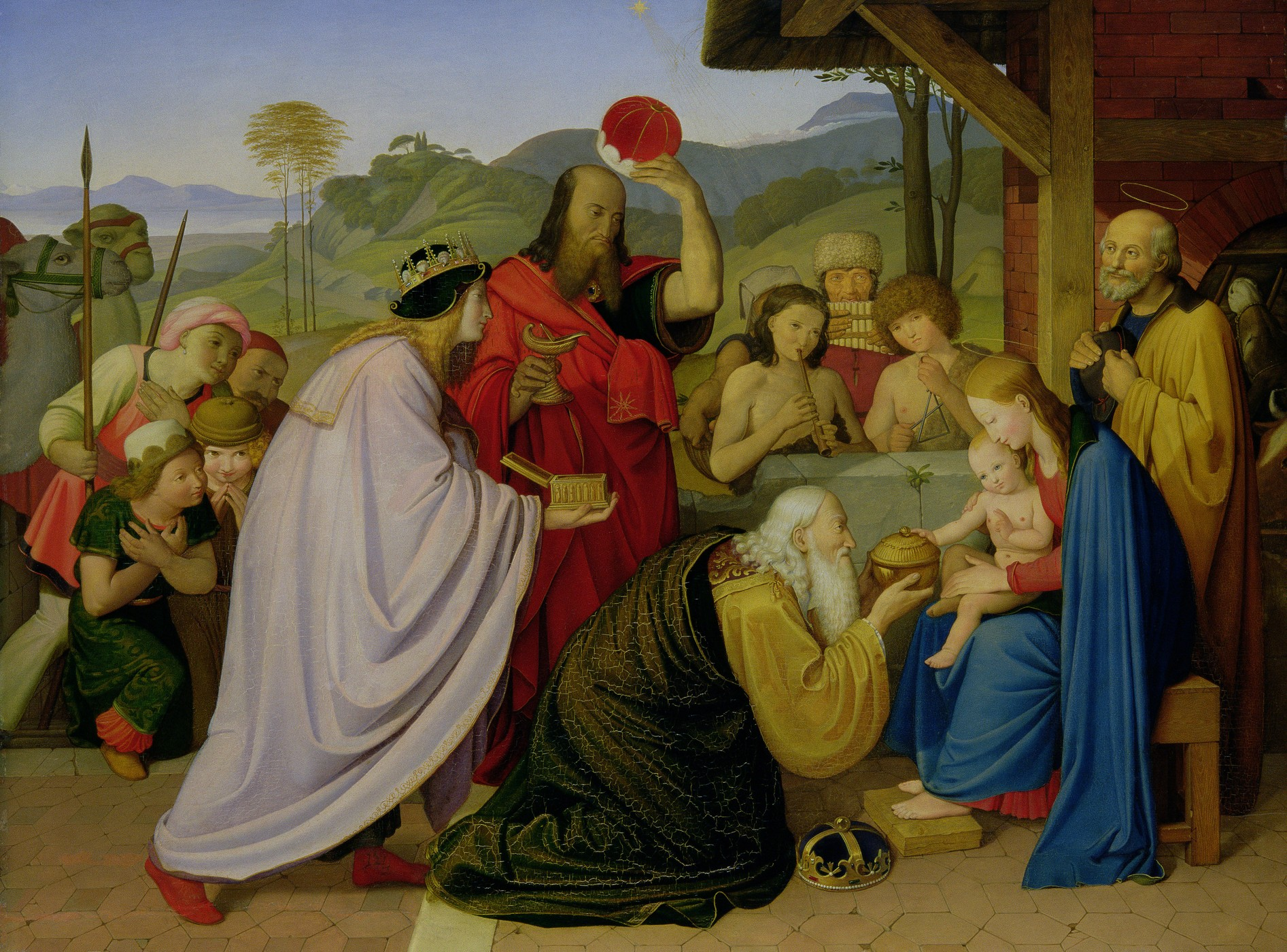
L'adoració dels reis

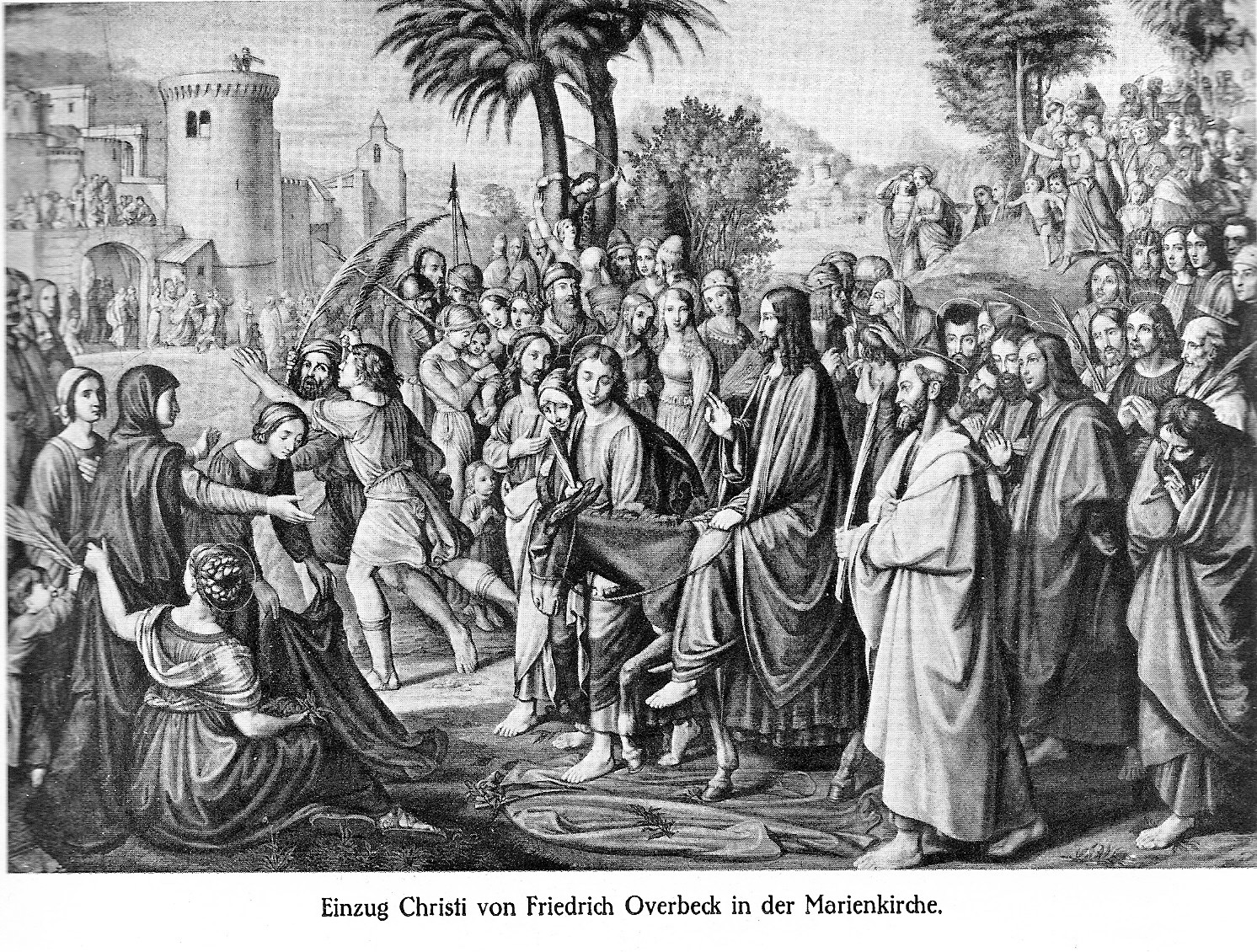
Entrada de Crist a Jerusalem.

- Retrat del Pintor Franz Pforra  (1810)
- Vittoria Caldoni (1821)
- Entrada de Crist a Jerusalem (1824), a Marienkirche. (destruït per bombes durant la Segona Guerra Mundial, 1942).
- Christus am Ölberg  (1827-1833)
- Itàlia i Alemanya  (1828)
- Agonia de Crist a l'Hort (1835), a Hamburg.
- Lo Sposalizio (1836), Museu Nacional de Poznań, Poznań, Polònia.
- El Triomf de la Religió en les Arts (1840), a Städel Institute, Frankfurt.
- Pietà (1846), a Marienkirche, Lübeck.
- Lamentació de Crist (1846)
- La Incredulitat de Sant Thomas (1851), a Schäfer, Schweinfurt, Germany.
- L'Assumpció de la Madonna (1855), a la catedral de Colònia.
- L'Ascensió de la Virge Maria (1857)
- Crist Lliurat del Jueus (1858), tempera, a Aula delle Benedizione al Vaticà.
- Els Set Sacraments (catedral d'Orvieto) (1861)
- Baptisme 1862-64, Neue Pinakothek, Múnic
- Dibuixos pels frescos de la Catedral de Đakovo (1867–1869).

## Família
El seu nebot Johannes Overbeck, va ser professor d'arqueologia a la Universitat de Leipzig, notable per la seva obra en història d'art.

## Seguidors d'Overbeck
- L'any 1843 l'església de Penymynydd, Gal·les va ser decorada amb murals d'Overbeck

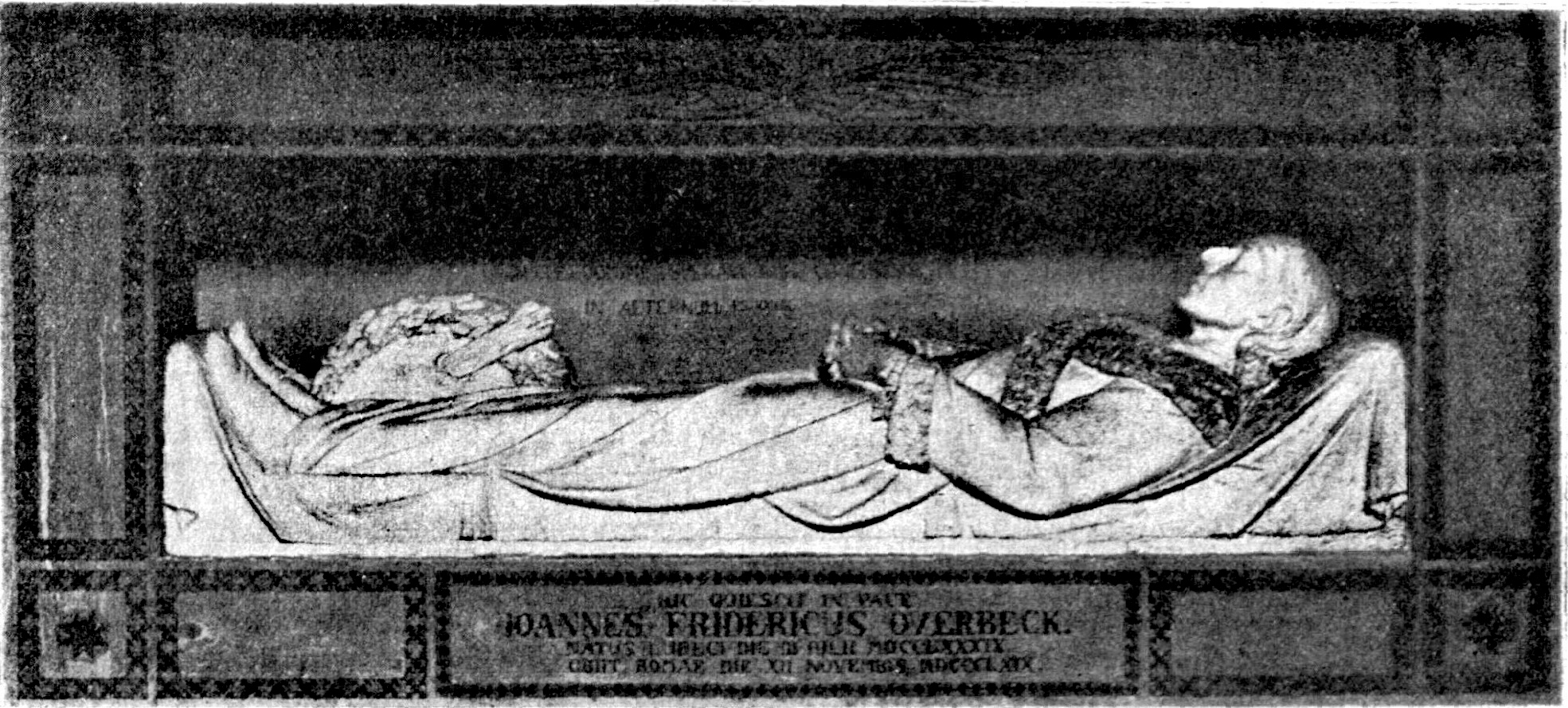
Epitafi de Friedrich Overbeck (1871)

- Claudi Lorenzale, pintor català